# Țvile, Peatîhatkî
Țvile (în ucraineană Цвіле) este un sat în comuna Holodiivka din raionul Peatîhatkî, regiunea Dnipropetrovsk, Ucraina.

## Demografie
Componența lingvistică a localității Țvile
     Ucraineană (95,24%)
     Rusă (2,38%)
Conform recensământului din 2001, majoritatea populației localității Țvile era vorbitoare de ucraineană (95,24%), existând în minoritate și vorbitori de rusă (2,38%) și armeană (2,38%).